# 조성훈 (축구 선수)
조성훈(1998년 4월 21일 ~ )은 대한민국의 축구 선수로, 포지션은 골키퍼이다.